# Acura TL
Az Acura TL a Honda autógyár közepes méretű prémium sportszedánja. A TL jelentése Touring Luxory. A TL előtt Vigornak hívta az Acura a közepes méretű négyajtós autóját.

## Acura TL ( negyedik generáció)
Az Acura TL jelenlegi, negyedik generációja 2008 szeptemberétől kapható Észak-Amerikában. A TL  egy elsőkerék vagy opcionálisan négykerék meghajtású, orrmotoros autó. 280 lóerős vagy opcionálisan választható 305 lóerős hathengeres, V alakú szívómotoral. A gépkocsit a Honda Ohioi gyárában szerelik össze, ugyanott, ahol a Honda Accordot is.A TL közös platformon nyugszik az Acura RL, Acura ZDX/MDX , Acura Tsx személygépkocsikkal.
A 305 lóerős motorhoz alpból jár az SH-AWD nevű négykerék meghajtási rendszer, ami a nyomatékot nem csak a elölről hátra tudja átvinni, hanem oldalirányba is. A négykerék meghajtású változathoz választható a Honda hatsebességes manuális váltója is . 2012-ben 33 572 darabot adtak el az autóból az Amerikai Egyesült Államokban. Ezzel az MDX mögött az Acura második legnépszerűbb modellje volt az országban. Jelenleg az autó kizárólag Észak-Amerikában és Kínában kapható. A kínai változat csak első kerék meghajtással rendelhető.